# Accelerated Mobile Pages
AMP (originalmente um acrônimo para Accelerated Mobile Pages) (em português: Páginas Aceleradas para Dispositivos Móveis) é uma estrutura HTML de código aberto desenvolvida pelo AMP Open Source Project (Projeto AMP). Foi originalmente criado pelo Google como concorrente do Facebook Instant Articles e Apple News. O AMP é otimizado para navegação online móvel e visa ajudar as páginas da internet a carregar mais rapidamente. As páginas AMP podem ser armazenadas em cache por uma CDN, como os caches AMP do Microsoft Bing ou Cloudflare, o que permite que as páginas sejam abertas mais rapidamente.
O AMP foi anunciado pela primeira vez em 7 de outubro de 2015. Após um período de visualização técnica, as páginas AMP começaram a aparecer nos resultados de pesquisa para celular do Google em fevereiro de 2016. O AMP foi inicialmente criticado por dar potencialmente mais controle sobre a internet ao Google. O Projeto AMP anunciou que passaria para um modelo de governança aberto em 18 de setembro de 2018.

## História

### Anúncio e lançamento
O Projeto AMP foi anunciado pelo Google em 7 de outubro de 2015, após discussões com seus parceiros na Digital News Initiative (DNI) e outros editores de notícias e empresas de tecnologia em todo o mundo, sobre como melhorar o desempenho da internet móvel. Mais de 30 publicadores de notícias e várias empresas de tecnologia (incluindo Twitter, Pinterest, LinkedIn e WordPress) foram anunciados inicialmente como colaboradores no Projeto AMP.
As páginas AMP apareceram pela primeira vez para os usuários da web em fevereiro de 2016, quando o Google começou a mostrar as versões AMP das páginas da Web nos resultados de pesquisa para celular. Inicialmente, os links para as páginas AMP eram restritos a uma seção "Principais notícias" dos resultados de pesquisa para celular do Google; em setembro de 2016, o Google começou a vincular ao conteúdo AMP na principal área de resultados de pesquisa para celular. Os links AMP na pesquisa do Google são identificados com um ícone.
De acordo com um dos co-fundadores do Projeto AMP, Malte Ubl, o AMP era originalmente chamado PCU, que significava Portable Content Unit (em português: Unidade de Conteúdo Portátil).

### Crescimento e expansão
Em setembro de 2016, a Microsoft anunciou o suporte ao AMP nos aplicativos Bing para iOS e Android.
Em fevereiro de 2017, um ano após o lançamento público do AMP, a Adobe informou que as páginas AMP representavam 7% de todo o tráfego online dos principais publicadores nos Estados Unidos.
Em maio de 2017, o Google informou que 900.000 domínios da internet estavam publicando páginas AMP com mais de dois bilhões de páginas AMP publicadas globalmente.
Em junho de 2017, o Twitter começou a vincular as páginas AMP a partir de seus aplicativos iOS e Android.
Em setembro de 2018, a Microsoft começou a lançar seu próprio visualizador e cache de AMP do Bing.
Conforme anunciado pelo líder técnico do AMP, Malte, na AMP Conf '19, o AMP agora é apenas AMP e não representa mais as Páginas Móveis Aceleradas.

## Estrutura AMP

### AMP HTML
A estrutura AMP consiste em três componentes: AMP HTML, que é a marcação HTML padrão com componentes Web; AMP JavaScript, que gerencia o carregamento de recursos; e AMP caches, que servem e validam páginas AMP.
A maioria das páginas AMP é entregue pelo AMP cache do Google, mas outras empresas podem suportar AMP caches. A empresa de segurança e desempenho da Internet Cloudflare lançou um AMP cache em março de 2017.

### AMP Stories
Em 2018, o Google apresentou o AMP Stories, uma experiência visualmente tocável que fornece aos editores de conteúdo um formato focado em dispositivos móveis para fornecer notícias e informações como histórias visualmente ricas e rápidas. Em 2019, eles anunciaram que lançarão uma nova veiculação dedicada no SERP para o AMP Stories, começando pela categoria de viagem primeiro. Em 17 de abril, em sua Conferência AMP em Tóquio, eles também anunciaram anúncios e integração com o Google Analytics, além da opção de incorporar novos tipos de conteúdo — especificamente postagens no Twitter, Google Maps e vídeos do YouTube que serão lançados no final de 2019.[carece de fontes?]

### Editores e desenvolvedores do AMP Stories
Desde que o Google lançou o formato AMP Story, surgiram vários novos SaaS que oferecem opções rápidas e sem código para criar AMP Stories. Essas ferramentas são adequadas para os editores de conteúdo que desejam explorar a nova tecnologia, mas não sabem como codificar ou que desejam publicar o conteúdo de maneira acelerada sem definir manualmente o estilo e o layout.[carece de fontes?]

### AMP Email
Em 2019, o Google anunciou a nova seção AMP Email da estrutura AMP. O AMP para e-mail permite que os remetentes incluam componentes AMP atraentes em emails, disponibilizando funcionalidades modernas de aplicativos no e-mail. O formato AMP e-mail fornece um subconjunto de componentes do AMP HTML para uso em mensagens de e-mail, permitindo que os destinatários dos AMP emails interajam dinamicamente com o conteúdo diretamente na mensagem.[carece de fontes?]

## Tecnologia

### Formato online
As páginas AMP são publicadas online e podem ser exibidas na maioria dos navegadores atuais. Quando uma página online padrão possui uma versão AMP, um link para a página AMP geralmente é colocado em um elemento HTML no código-fonte da página padrão. Como a maioria das páginas AMP é facilmente detectável por rastreadores web, terceiros, como mecanismos de pesquisa e outros sites de referência, podem optar por vincular a versão AMP de uma página online em vez da versão padrão.

### Integração de terceiros
Qualquer organização ou indivíduo pode criar produtos ou recursos que funcionem nas páginas AMP, desde que cumpram as especificações do projeto AMP. Em julho de 2017, o site do Projeto AMP listou cerca de 120 empresas de publicidade e cerca de 30 empresas de análise como participantes do Projeto AMP.

### Performance
O Google relata que as páginas AMP veiculadas na pesquisa do Google normalmente são carregadas em menos de um segundo e usam dez vezes menos dados do que as páginas não AMP equivalentes. A CNBC relatou uma diminuição de 75% no tempo de carregamento da página móvel para páginas AMP em relação às páginas não-AMP, enquanto o Gizmodo relatou que as páginas AMP eram carregadas três vezes mais rápido que as páginas não-AMP.
Um artigo acadêmico sobre o AMP revela que o tempo de carregamento das páginas AMP é 2,5 vezes mais rápido que as versões não-AMP sem pré-renderizar na página de resultados de pesquisa do Google, e a versão AMP é aproximadamente nove vezes mais rápida que a versão não-AMP com a pré-renderização.

### Paridade com páginas canônicas
O Google anunciou que, a partir de 1 de fevereiro de 2018, exigiria que o conteúdo das páginas canônicas e as exibidas na AMP sejam substancialmente iguais. Isso visava melhorar a experiência dos usuários, evitando dificuldades comuns com a interface do utilizador e aumentar a segurança e a confiança.

## Recepção

### Críticas gerais
O AMP tem sido amplamente criticado por muitos na indústria de tecnologia por ser uma tentativa do Google de exercer seu domínio na internet, ditando como os sites são criados e monetizados, e que "AMP é a tentativa do Google de prender os editores em seu ecossistema". O AMP também foi vinculado à tentativa do Google de descontinuar os URLs, para que os usuários não possam ver imediatamente se estão visualizando uma página online na web aberta ou uma página AMP hospedada nos servidores do Google.
Joshua Benton, diretor do Laboratório de Jornalismo Nieman da Universidade de Harvard, disse: "existe um sentido em que o AMP é uma versão da web criada pelo Google. Estamos mudando de um mundo onde você pode colocar qualquer coisa no seu site para outro onde não pode, porque o Google diz isso". Ramon Tremosa, membro espanhol do Parlamento Europeu, disse: "O AMP é um exemplo do Google discutindo suas práticas anticompetitivas sob o nariz dos reguladores da concorrência".

### Comparação com outros formatos
O AMP é frequentemente comparado ao Facebook Instant Articles e ao Apple News. Todos os três formatos foram anunciados em 2015 com o objetivo declarado de tornar o conteúdo móvel mais rápido e fácil de consumir. Os apoiadores do Projeto AMP afirmam que o AMP é um esforço colaborativo entre editores e empresas de tecnologia e que o AMP foi projetado para funcionar na internet, em vez de aplicativos móveis proprietários.
Richard Gingras, do Google, disse: 
 "Existe uma grande diferença entre ter uma plataforma proprietária que diz que é aberta e ter uma plataforma de código aberto que é aberta a qualquer pessoa para modificar e adaptar. É a diferença entre dizer entrar no meu jardim murado versus não ter um jardim murado". 
 No entanto, alguns críticos acreditam que o AMP é um jardim murado iminente quando o Google começa a hospedar versões restritas a AMP de seus sítios diretamente no google.com: 
 Eles dizem que o AMP não oferece suporte à web aberta, porque é uma "bifurcação" ou variação no HTML e que o Google essencialmente controla [...] Alguns editores reclamaram que, à medida que o Google prioriza os links AMP — como disse recentemente na pesquisa para dispositivos móveis — as empresas de mídia perderão ainda mais controle porque as páginas AMP são hospedadas e controladas pelo Google. "Nosso tráfego de pesquisa móvel está se tornando o AMP majoritário (hospedado pelo Google e não em nosso site), o que limita nosso controle sobre a interface do usuário, monetização e outros", disse um executivo de mídia digital, citado em um artigo da Fortune. 

### Controle do Google
Matthew Ingram, da Fortune, expressou preocupação com o papel e os motivos do Google em relação ao projeto AMP: 
 "Em poucas palavras, esses editores temem que, embora o projeto AMP seja nominalmente de código aberto, o Google o use para moldar o funcionamento da internet móvel e, em particular, para garantir um fluxo constante de receita com publicidade [...] Mais do que qualquer outra coisa, as preocupações que alguns editores têm sobre a AMP parecem fazer parte de um medo mais amplo sobre a perda de controle sobre a distribuição em um mundo centrado na plataforma e os riscos que isso representa para os métodos tradicionais de monetização, como a publicidade gráfica". 
 Essas preocupações foram refutadas pelo Google. Madhav Chinnappa afirmou que o AMP deve ser uma iniciativa colaborativa da indústria para ter sucesso a longo prazo: 
 "Fico um pouco irritado quando às vezes as pessoas dizem que o AMP é do Google, porque não é [...] O AMP foi criado como uma iniciativa de código aberto e essa é a razão do seu sucesso". 
 Em setembro de 2018, o Google começou a fazer a transição do AMP para um modelo de governança mais aberto, com um comitê de direção técnica composto por editores que usam o AMP.

### Problemas na pré-renderização
A velocidade instantânea de acesso à página da AMP é parcialmente proveniente da pré-renderização na página de resultados de pesquisa do Google. Essa pré-renderização está fora de controle do usuário, mas pode buscar uma página indesejada. 
 "A pré-busca e pré-renderização do AMP resulta em alguns dados adicionais (e energia) usados em cada pesquisa. A média de 1,4 MB de dados adicionais por pesquisa usados para pré-renderizar uma página AMP que o usuário não pode visitar não é uma sobrecarga trivial para certos usuários com planos de dados limitados". 
 Além disso, isso pode ser um problema de privacidade, pois os dados baixados indesejados serão registrados, mesmo que o usuário não decida fazer o download.

### WordPress
Em 7 de dezembro de 2018, a AMP anunciou seu plugin oficial do WordPress, que permitiu transformar sites do WordPress em páginas prontas para AMP.

### Monetização
Alguns editores relataram que as páginas AMP geram menos receita de publicidade por página do que as páginas que não são AMP. Jack Marshall, do Wall Street Journal, disse: 
 "As páginas AMP dependem muito de blocos de anúncios de banner padronizados e não permitem que os editores vendam blocos de anúncios, patrocínios ou anúncios pop-up altamente personalizados, como podem em suas próprias propriedades" 
 Outros editores relataram melhor sucesso com a monetização de AMP. The Washington Post conseguiu gerar aproximadamente a mesma quantidade de receita das páginas AMP das páginas móveis padrão, de acordo com o diretor do produto Joey Marburger. O diretor de produtos da CNN, Alex Wellen, disse que as páginas AMP "monetizam amplamente na mesma taxa" que as páginas móveis padrão.
Para melhorar o desempenho da publicidade, o Projeto AMP lançou a Iniciativa AMP Ads, que inclui suporte para mais formatos e otimizações de publicidade para melhorar a velocidade de carregamento do anúncio.

### Exploração para fins maliciosos
Alguns observadores acreditam que o AMP permite tentativas de phishing mais eficazes. Uma falha séria, observada pelo escritor de tecnologia Kyle Chayka, é que as partes que usam mal o AMP (assim como os similares Facebook Instant Articles) permitem que sítios indesejados compartilhem muitas das mesmas dicas e recursos visuais encontrados em sites legítimos. "Todos os editores acabam parecendo mais semelhantes do que diferentes. Isso torna ainda mais difícil separar o real do falso", disse Chayka.
Em setembro de 2017, hackers russos usaram uma vulnerabilidade do AMP em e-mails de phishing enviados a jornalistas investigativos críticos do governo russo e invadidos em seus sites. O Google anunciou em 16 de novembro de 2017 que deixará de permitir sítios que usam o AMP para bait-and-switch. O Google disse que, em fevereiro de 2018, as páginas AMP devem conter conteúdo quase idêntico ao da página padrão que estão replicando.